# Svalorna Indien Bangladesh
Svalorna Indien Bangladesh är en svensk biståndsorganisation som arbetar för att undanröja fattigdomens orsaker. 
Svalorna Indien Bangladesh arbetar tillsammans med lokala organisationer med till exempel hållbar försörjning, kvinnors rättigheter, klimat- och miljöfrågor och rätten till naturresurser. Arbetet i Indien är dessutom inriktat på att förbättra daliternas ofta utsatta situation. I verksamhetsländerna stöder man och arbetar med lokala rättighetsorganisationer med frågor inom dessa temaområden.
Svalorna bedriver även en second hand-butik i Lund, till förmån för föreningens utvecklingsarbete. Svalorna Indien Bangladeshs arbete möjliggörs till stor del tack vare medlemmar och frivilliga.

## Historik
Verksamheten började i Indien samma år och bedrevs ursprungligen genom att man skickade volontärer som arbetade med att stärka fattiga och marginaliserade grupper i det indiska samhället. Arbetet grundade sig till stor del på dessa individer och de knöt kontakter med indiska organisationer och rörelser. Med åren har Svalornas arbete utvecklats och idag stödjer man mer omfattande programverksamhet i Indien och många av projekten har efter hand kunnat lämnas över till de lokala partners som äger projekten.
1973 inleddes samarbete med lokala biståndsorganisationer i Bangladesh som två år tidigare blivit en självständig nation. Anledningen till att Svalorna utvidgade sitt arbete även till Bangladesh var det krig som ledde till frigörelsen från Pakistan. Svalorna bistod med hjälpinsatser då landet och dess befolkning led av förödelsen efter kriget. Hjälpinsatserna utvecklades snart till mer långsiktiga utvecklingsprogram.